# Evgeny Vinokurov
Evgeny Vinokurov (russisch Евгений Винокуров, Jewgeni Winokurow; * 20. November 1990 in Tjumen, Russische SFSR, Sowjetunion) ist ein deutsch-russischer Tänzer, Tanzlehrer und Unternehmensberater.

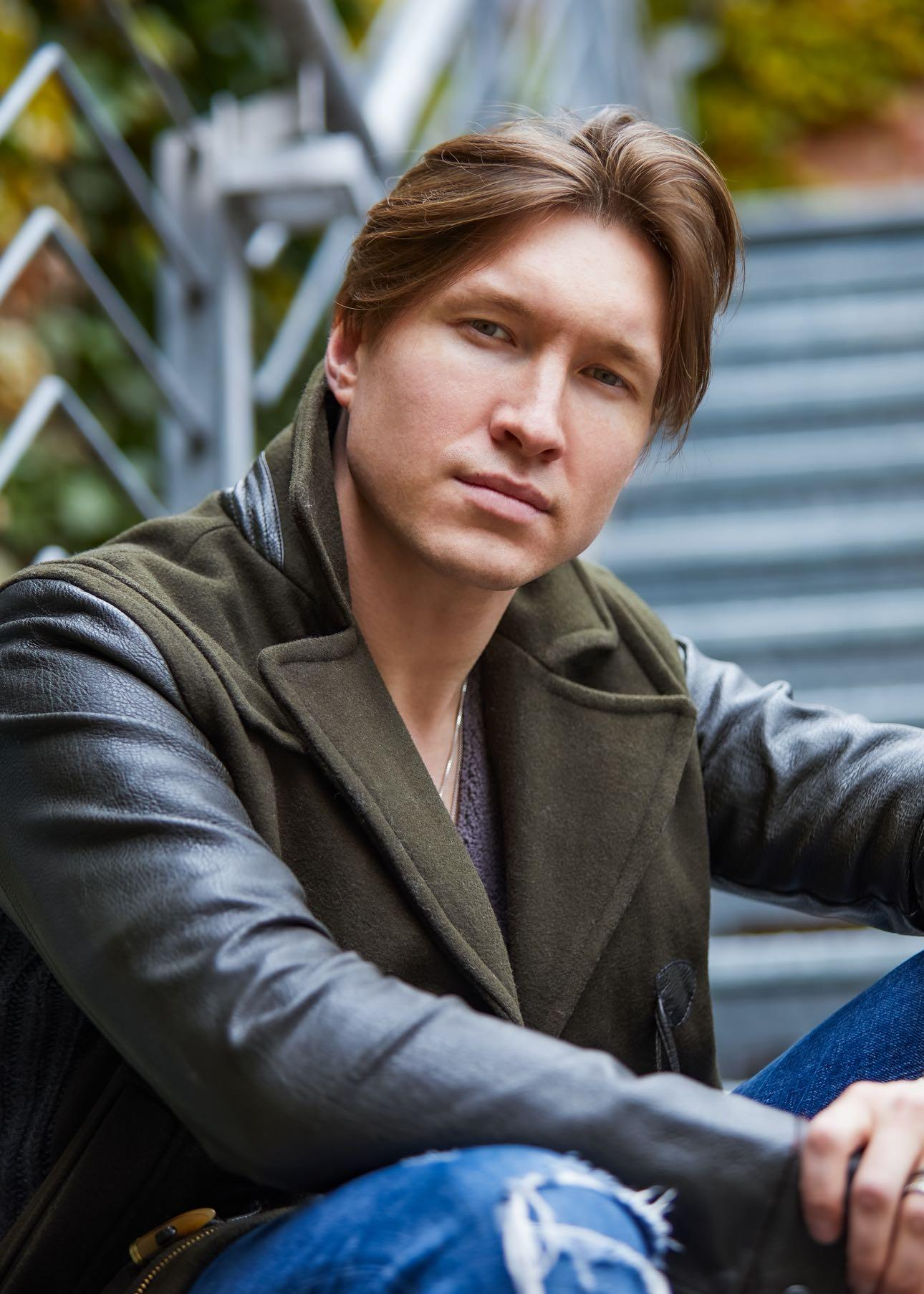
Evgeny Vinokurov

## Leben und Karriere
Vinokurov machte seine ersten Tanzschritte im Alter von sechs Jahren. Im Alter von 14 Jahren zog er 2005 ohne seine Eltern nach Deutschland. 2010 begann er ein Studium der BWL. Dieses schloss er 2015 erfolgreich mit dem Bachelor ab. Daraufhin war er als Unternehmensberater für Ernst & Young in Frankfurt am Main tätig. Nebenbei gab er Tanztraining in Wetzlar, Darmstadt und Marburg. Auch während seiner Arbeit als Unternehmensberater tanzte Vinokurov und nahm mit seiner damaligen Tanzpartnerin an mehreren Meisterschaften teil. Jedoch trennte sich das Tanzpaar einige Zeit später. Ab 2005 tanzte er mit Christina Luft. Mit ihr nahm er an verschiedenen Meisterschaften in den lateinamerikanischen Tänzen, den Standardtänzen und im Showtanz teil, beispielsweise am Semi-Finale des Blackpool Dance Festivals und dreimal tanzten sie im Finale der Weltmeisterschaft Showdance in China. Das Paar wurde Vizeweltmeister sowie Vizeeuropameister in über zehn Tänzen und deutscher Meister der Jugend (A-Klasse) im Standard. Seit 2012 konzentriert er sich auf lateinamerikanische Tänze. 2016 gaben Vinokurov und Luft bekannt, dass sie ihre gemeinsame Karriere beenden werden. Das Paar war bis zu deren Trennung im Jahr 2017 verlobt. Seit 2020 tanzt Vinokurov mit Nina Bezzubova. Das Paar trat bis zu Bezzubovas erster Schwangerschaft 2021 für den Grün-Gold-Club Bremen in der S-Klasse Latein an und war Teil des Bundeskader des Deutschen Tanzsportverbandes (DTV). 2021 heirateten sie und bekamen einen Sohn (* 2021) und eine Tochter (* 2023).

## Let’s Dance
Im Jahr 2019 war Vinokurov erstmals als Profitänzer in der Show Let’s Dance zu sehen. Seine Tanzpartnerin war Reality-TV-Teilnehmerin Evelyn Burdecki, mit der er den 5. Platz belegte. 2021 tanzte er mit Sängerin Ilse DeLange, die aufgrund einer Verletzung nach der achten Show aufhören musste. Vinokurov tanzte anschließend im Musikvideo zu ihrem Titel I Will Help You.
2022 war Model Cheyenne Ochsenknecht und 2025 Schauspielerin Simone Thomalla seine Tanzpartnerin, die nach der siebten Show verletzungsbedingt ausschied.
| Staffel (Jahr) | Tanzpartnerin         | Platzierung |
| -------------- | --------------------- | ----------- |
| 12 (2019)      | Evelyn Burdecki       | 05.         |
| 14 (2021)      | Ilse DeLange          | 07.         |
| 15 (2022)      | Cheyenne Ochsenknecht | 13.         |
| 18 (2025)      | Simone Thomalla       | 08.         |

## Erfolge (Auswahl)
- 2005–2008: 7× Deutscher Vizemeister Latein, Standard und 10 Tänze[7][8]
- 2006–2016: Finalist der Deutschen Meisterschaft über 10 Tänze und Latein
- 2006: Deutscher Meister der Jugend, A-Klasse, Standard[3]
- 2007: Vizeweltmeister über 10 Tänze
- 2008: Vizeeuropameister über 10 Tänze
- 2014: 4. Platz Deutsche Meisterschaft Latein
- 2016: 4. Platz Weltmeisterschaft Show Dance Latein
- 2020: 3. Platz Deutsche Meisterschaft S-Latein